# Barbiere

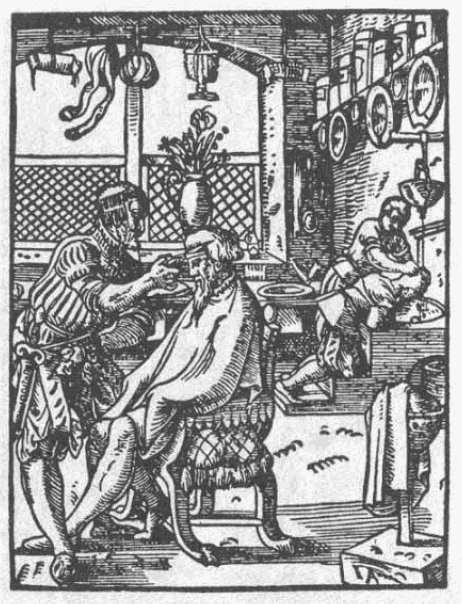
Un'incisione del XVI secolo raffigurante un barbiere

Il barbiere è l'artigiano addetto al taglio dei capelli e alla rasatura della barba. Il suo lavoro si svolge di solito in bottega (comunemente detta barberia o anche negozio o salone), ma in caso di necessità e su richiesta del cliente, può intervenire anche a domicilio.

## Storia

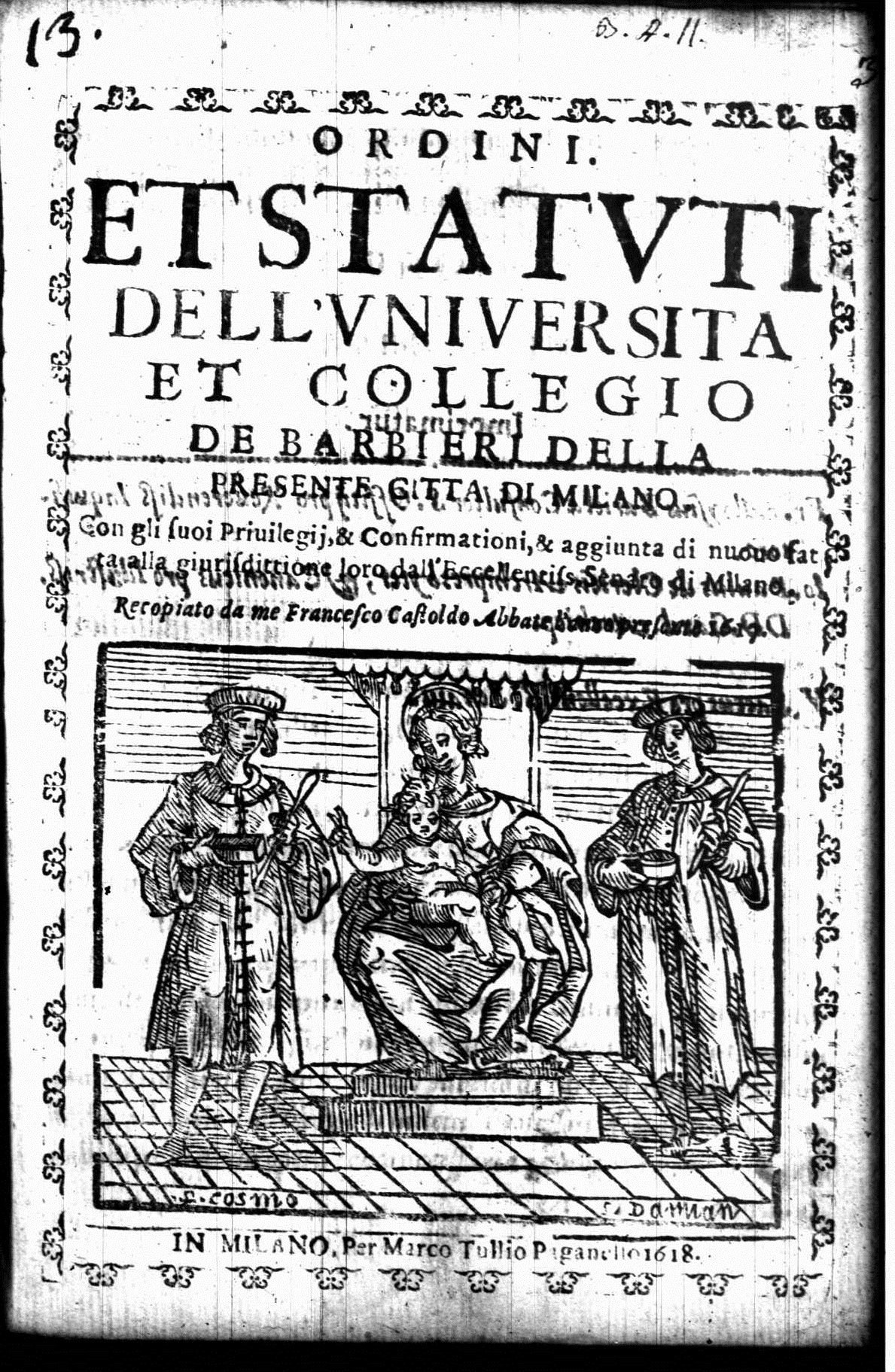
Giovanni Domenico Vellia, Ordini et statuti dell'Università et collegio dei barbieri della presente città di Milano, 1618.

Quello del barbiere è un mestiere antichissimo e nei secoli passati i barbieri, che facevano le funzioni di cerusici, praticavano anche piccoli interventi chirurgici, come l'estrazione di un dente o un salasso.
Il più famoso barbiere della storia, forse mai esistito in realtà, è Figaro, personaggio principale della famosa opera lirica Il barbiere di Siviglia di Gioachino Rossini e delle Nozze di Figaro di Mozart. Tale è stato il successo di queste opere che il termine figaro è divenuto un modo scherzoso e bonariamente ironico, largamente diffuso, per indicare questa professione.

### Iltonsor
Il tonsor nell'antica Roma svolgeva le funzioni sia di barbiere, per il taglio della barba, che di parrucchiere per le acconciature dei capelli.
Il barbiere, privato e costoso per i più ricchi o pubblico nella sua bottega o all'aperto in strada, tagliava capelli e sistemava barbe. Nel II secolo d.C. l'esigenza per i più raffinati di recarsi più volte al giorno dal barbiere fa sì che le loro botteghe diventino luogo d'incontro per oziosi, secondo alcuni:
secondo altri invece la moltitudine che s'incontra nella tonstrina dall'alba sino all'ora ottava ne fa un luogo d'incontro, di pettegolezzi, di scambio di notizie, un vero variegato salotto di varia umanità, tanto che diversi pittori dal secolo di Augusto in poi ne fanno oggetto dei loro quadri come già avevano fatto gli Alessandrini.
Per questo loro indefessa attività rimuneratrice sempre più richiesta, diversi tonsores si arricchirono e divennero rispettabili cavalieri o proprietari terrieri come Marziale nei suoi Epigrammi o Giovenale nelle sue Satire spesso riferiscono ironizzando sugli ex-barbieri arricchiti.
La bottega del tonsor è così organizzata: tutt'intorno alle pareti gira una panca dove siedono i clienti in attesa del loro turno, alle pareti sono appesi degli specchi sui quali i passanti controllano la propria condizione pilifera, al centro uno sgabello su cui siede il cliente da riordinare coperto da una salvietta, grande o piccola, oppure da un camice (involucrum). Attorno si affannano il tonsor e i suoi aiutanti (circitores) per tagliare o sistemare i capelli secondo la moda che in genere è quella dettata dall'imperatore in carica. Le acconciature degli imperatori da Traiano in poi, almeno così come risulta dalla monete, fatta eccezione per Nerone che dedicava particolare attenzione alla chioma, in genere seguivano quella dell'imperatore Augusto che non amava perdere troppo tempo ad acconciarsi con capelli troppo lunghi o riccioluti.
All'inizio del II secolo quindi i romani si accontentavano di una sistematina a base di qualche colpo di forbici (forfex) che di solito aveva delle lame unite da un perno al centro con degli anelli alla base, non molto efficiente per un taglio uniforme, a giudicare dalle scalette che sfregiavano la capigliatura così come nota Orazio prendendo in giro se stesso:
Per evitare questo rischio i più ricercati preferiscono farsi arricciare i capelli come faceva Adriano e suo figlio Lucio Cesare e il figlio di questi Lucio Vero che sono rappresentati nelle loro effigi con capelli inanellati da abili tonsores che si servivano alla bisogna di un ferro (calamistrum) scaldato al fuoco. La moda divenne prevalente tra i giovani e anche tra uomini anziani che volevano servirsi dei riccioli per nascondere la pelata ma, come li sferza Marziale, bastava un colpo di vento per far riapparire «...il cranio nudo tutto circondato da filacce di nuvoli ai suoi lati...Ah se tu vedessi la miseria assoluta di una calvizie capelluta!» 
Non si contano poi le prese in giro dei poeti satirici romani nei confronti di quelli che si facevano tingere i capelli, profumare e che si facevano applicare finti nei (splenia lunata).
Tra le cure del barbiere la prima era quella di curare o radere le barbe portate abitualmente dai romani sull'uso greco sino agli ultimi tempi della Repubblica quando già con Scipione l'Emiliano (185 a.C. - 129 a.C.), si preferisce avere il mento rasato. Cesare, Augusto, considerano una trascuratezza non avere il volto ben rasato ogni giorno.

### Il taglio della barba

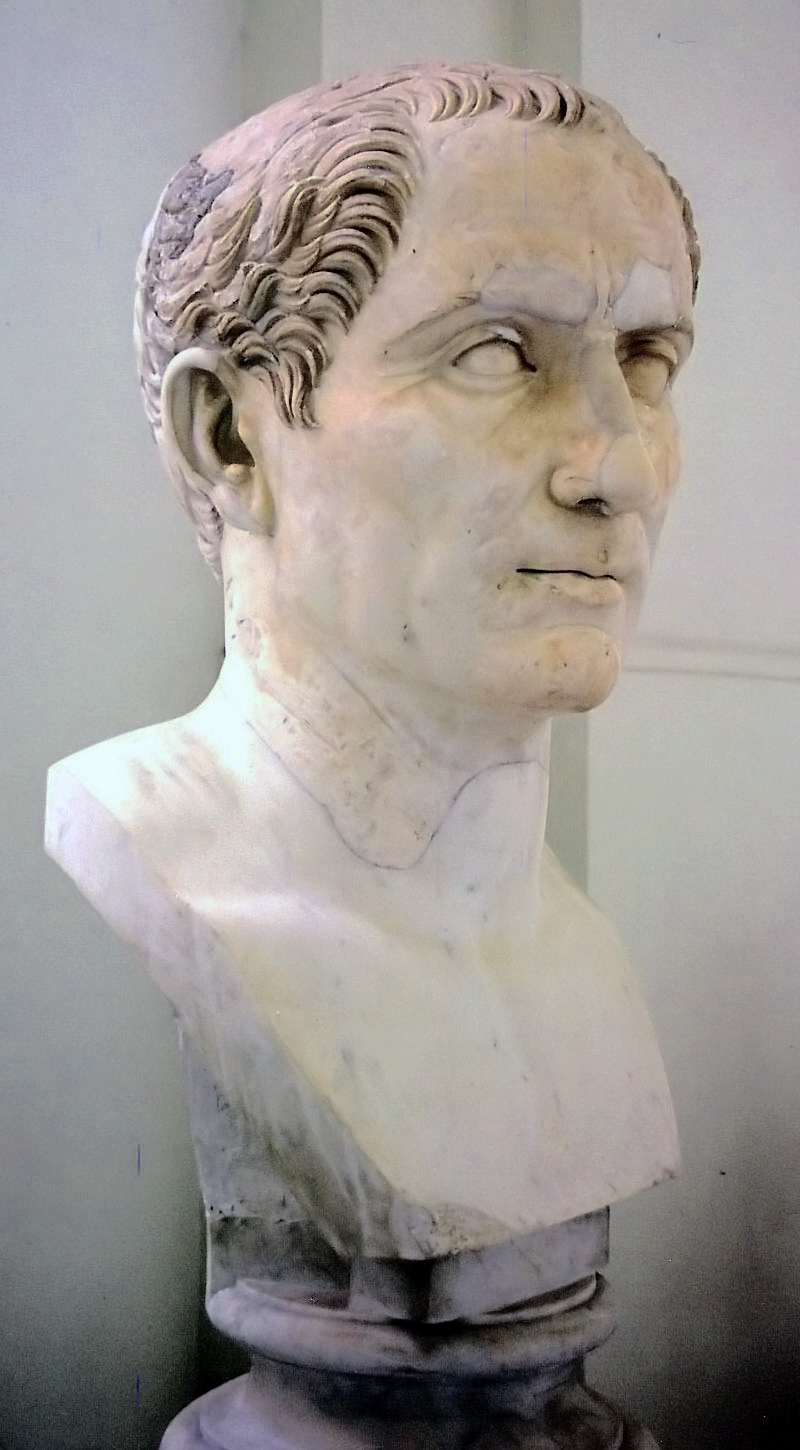
Cesare con il volto glabro

Il taglio della prima barba era presso i romani un vero e proprio solenne rito (depositio barbae) di iniziazione del passaggio dall'adolescenza alla giovinezza. La lanugo appena tagliata veniva conservata in una pisside, d'oro per i più ricchi come Trimalcione, di altri materiali per i meno abbienti, e offerta agli dei.
All'obbligo sociale di radersi potevano sottrarsi solo i filosofi e i soldati; anche gli schiavi erano costretti dal loro padrone a farsi radere da un tonsor, pubblico o più economicamente da un servo della casa. Certo è che nessuno si radeva da solo: curiosamente si sono trovati molti rasoi risalente all'età preistorica o etrusca ma quasi nessuno dell'età romana: questo perché mentre quelli più antichi erano in bronzo e si sono conservati quelli romani erano in ferro e sono stati consumati dalla ruggine.
Questi rasoi in ferro, benché ci si sforzasse di affilarli il più possibile, venivano poi usati sulla pelle nuda del malcapitato senza alcun uso di sapone o altri unguenti: tutt'al più si spruzzava il viso da radere con dell'acqua. Rari erano i barbieri che non sfregiassero regolarmente i loro clienti tanto da essere celebrati dai poeti che come Marziale celebrano con un epitaffio  il famoso tonsor Pantagato ormai defunto:
«...Per umana e leggera tu gli sia

Terra, e lo devi, più leggera

della sua mano d'artista non sarai»

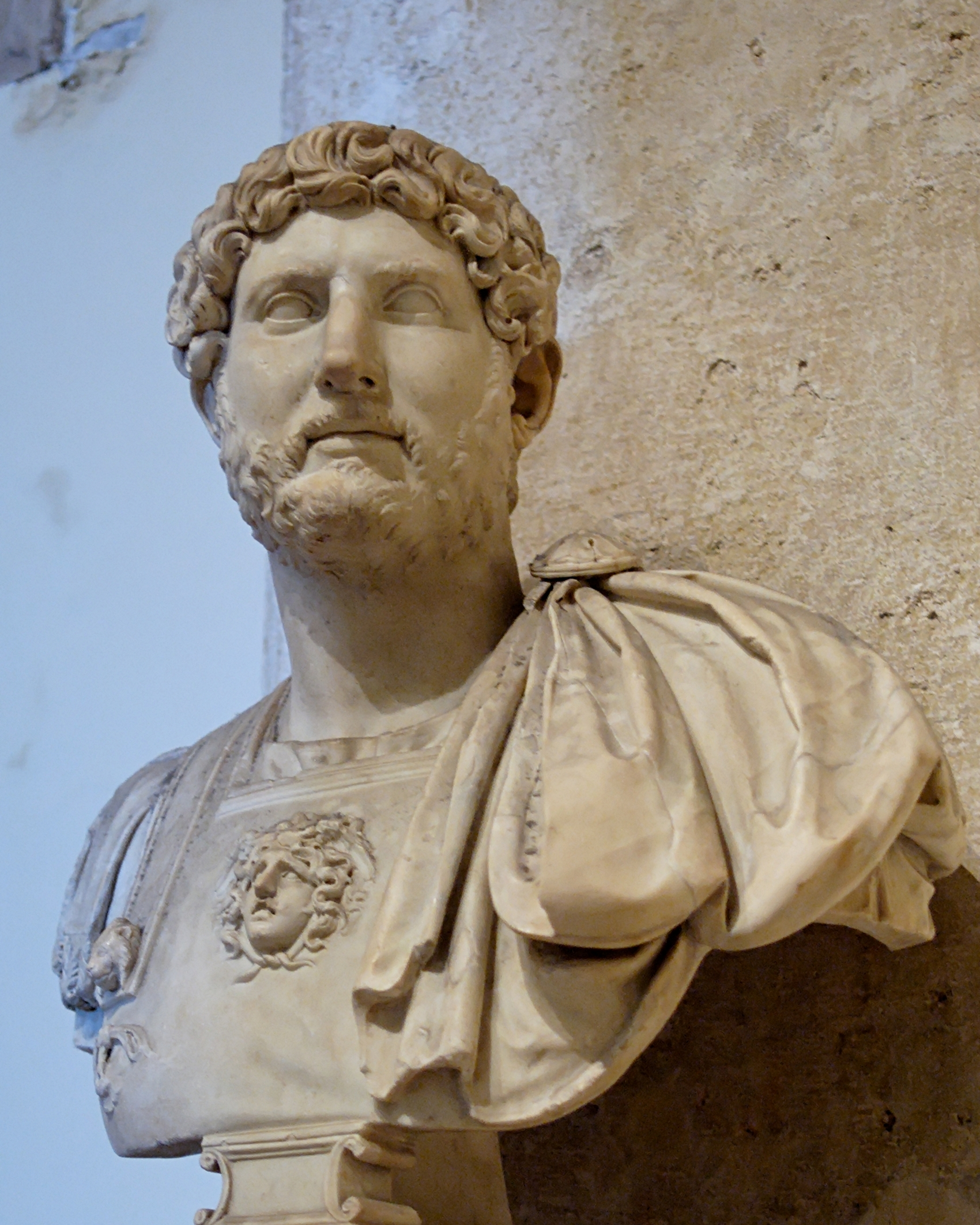
La barba e i capelli dell'imperatore Adriano

Ma per gli altri, che non fossero clienti di Pantagato, radersi era una sofferenza: vi erano barbieri lentissimi nella rasatura per non tagliare i loro clienti, tanto che Augusto nel frattempo poteva dedicarsi al suo lavoro scrivendo o leggendo, oppure così veloci che
«... Le stimmate che io porto sul mento

quante un grugno ne ostenta

di pugile in pensione, non mia moglie

me l'ha fatte, folle di furore,

con le sue ugne, ma il braccio

scellerato d'Antioco e il suo ferraccio...» 
Il tormento della rasatura era tale che quando l'imperatore Adriano, all'inizio del II secolo, si dice per nascondere la brutta cicatrice di una ferita, si fece crescere la barba, la gran parte degli imperatori e del popolo romano lo imitò per i centocinquant'anni seguenti con profondo sollievo, senza alcun rimpianto per quella tortura che avevano sopportato per due secoli.